# Comuna Cefa, Bihor
Cefa (în maghiară: Cséffa) este o comună în județul Bihor, Crișana, România, formată din satele Ateaș, Cefa (reședința) și Inand.

## Demografie
Componența etnică a comunei Cefa
     Români (80,77%)
     Romi (10,14%)
     Maghiari (2,59%)
     Alte etnii (0,41%)
     Necunoscută (6,09%)
Componența confesională a comunei Cefa
     Ortodocși (79,59%)
     Penticostali (4,91%)
     Baptiști (4,55%)
     Romano-catolici (2,41%)
     Reformați (1,27%)
     Alte religii (0,68%)
     Necunoscută (6,59%)
Conform recensământului efectuat în 2021, populația comunei Cefa se ridică la 2.200 de locuitori, în scădere față de recensământul anterior din 2011, când fuseseră înregistrați 2.272 de locuitori. Majoritatea locuitorilor sunt români (80,77%), cu minorități de romi (10,14%) și maghiari (2,59%), iar pentru 6,09% nu se cunoaște apartenența etnică. Din punct de vedere confesional, majoritatea locuitorilor sunt ortodocși (79,59%), cu minorități de penticostali (4,91%), baptiști (4,55%), romano-catolici (2,41%) și reformați (1,27%), iar pentru 6,59% nu se cunoaște apartenența confesională.

## Politică și administrație
Comuna Cefa este administrată de un primar și un consiliu local compus din 11 consilieri. Primarul, Dumitru-Alin Bărnău[*], de la Partidul Național Liberal, este în funcție din 2012. Începând cu alegerile locale din 2024, consiliul local are următoarea componență pe partide politice:
|  | Partid                          | Consilieri | Componența Consiliului | Componența Consiliului | Componența Consiliului | Componența Consiliului | Componența Consiliului | Componența Consiliului | Componența Consiliului | Componența Consiliului |
|  | ------------------------------- | ---------- | ---------------------- | ---------------------- | ---------------------- | ---------------------- | ---------------------- | ---------------------- | ---------------------- | ---------------------- |
|  | Partidul Național Liberal       | 8          |                        |                        |                        |                        |                        |                        |                        |                        |
|  | Partidul Social Democrat        | 2          |                        |                        |                        |                        |                        |                        |                        |                        |
|  | Alianța pentru Unirea Românilor | 1          |                        |                        |                        |                        |                        |                        |                        |                        |

## Atracții turistice
- Biserica ortodoxă „Sfinții Arhangheli Mihail și Gavriil” din satul Inand, construcție 1826, monument istoric
- Rezervația naturală „Colonia de păsări de la Pădurea Rădvani” (1 ha)
- Situl arheologic de la Cefa
- Așezare din epoca bronzului, satul Ateaș

## Legături extene
- Prezentare a comunei Cefa pe situl județului Bihor Arhivat în 6 aprilie 2016, la Wayback Machine.